# 謝伊姆河
謝伊姆河（羅馬化：Seym，羅馬化：Seim），或按烏克蘭語譯塞伊姆河，是歐洲東部的河流，位於俄羅斯和烏克蘭，屬於傑斯納河的最大支流，河道全長748公里，流域面域27,500平方公里，河畔城鎮有庫爾斯克、雷利斯克和庫爾恰托夫。
支流：維爾河